# John Knox Laughton
Pour les articles homonymes, voir Laughton.
John Knox Laughton (23 avril 1830 – 14 septembre 1915), est un historien de la marine britannique.

## Biographie
Il est l'un des premiers à mettre en valeur l'importance du sujet et à l'envisager comme champ d'étude indépendant. Il commence sa carrière comme instructeur en mathématique dans la Royal Navy, avant de devenir Professeur d'Histoire contemporaine au King's College de Londres et cofondateur de la Navy Records Society. Écrivain prolifique, il rédige les articles biographiques de plus de 900 personnalités navales pour le Dictionary of National Biography.

## Distinctions
- Chevalier commandeur de l'ordre du Bain en 1907
- Chesney Gold Medal en 1910
- Professorat, reçu en 1885 au King's College de Londres